# Evè
|  | Per a altres significats, vegeu «Evè (desambiguació)». |

D'acord amb la mitologia grega, Evè o Evenos (en grec antic: Εὔηνος, Èuēnos) va ser un rei d'Etòlia, fill d'Ares i de Demonice.
Va tenir una filla, Marpessa, i Evè, per no donar-la a ningú, matava els pretendents d'ella, i amb els seus cranis guarnia el temple de Posidó. Marpessa va ser raptada per Idas i estimada per Apol·lo. Evè va perseguir el raptor, però no el podia agafar, ja que Idas havia rebut de Posidó un carro alat. Va matar enfurismat els seus cavalls i es llençà al riu Licormas, que a partir d'aleshores porta el nom d'Evenos. Per aquest motiu, de vegades era considerat la divinitat fluvial corresponent a aquest riu.